# Велике Приютне
Велике Прию́тне (рос. Большое Приютное) — село у складі Петуховського округу Курганської області, Росія.
Населення — 331 особа (2010, 404 у 2002).
Національний склад станом на 2002 рік:
- росіяни — 89 %